# Сьенага (культура)

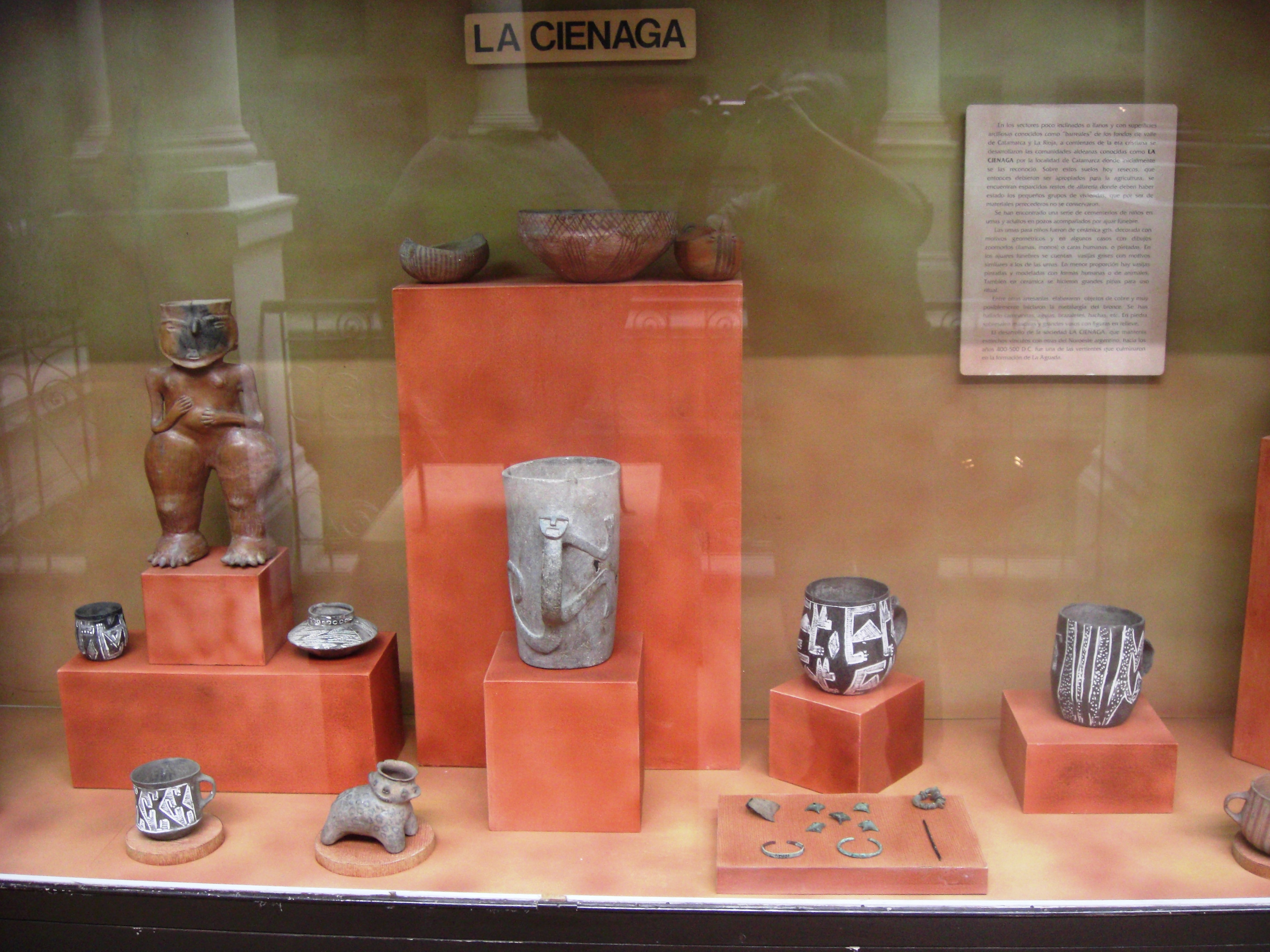
Экспонаты «культуры Сьенага» в Музее Де ла Плата.

 Культура Сьенага  существовала в период 1 — 600 гг. н. э. на территории аргентинской провинции Сан-Хуан и долины Кальчаки.
Культура находилась под влиянием местных культур Канделария и Сан-Франциско.
Сьенага впечатляет[кого?] своей керамикой. Также известна чёрной, бежевой, красной расписной керамикой с геометрическими мотивами.